# Le Tévelave
Le Tévelave és un poble francès de Les Hauts del municipi de Les Avirons, al departament de la Reunió (97425). Situat a una altitud de 900 mètres, al costat sud-oest de l'illa, el poble es troba recolzat al bosc i cara a l'oceà Índic amb magnífiques panoràmiques.

## Història[calcitació]
El nom del poble prové de la unió de dues paraules malgaixes Tévé i Lava i significa “el gran bosc".
Era originàriament un lloc de marronage: els esclaus fugits fora de la propietat del seu amo, trobaven refugi al bosc i a les coves que voregen els barrancs.
També va ser a Tévelave a la dècada de 1880 que el pare Martin (1840-1888 ), que havia emprès la conversió i l'educació dels treballadors no abonats indis, una acció considerada sacrílega per la classe dominant, es va veure obligat a amagar-se i només podia celebrar missa clandestinament en una cova.
La colonització del poble del Tévelave, però, va començar a principis del segle XX amb la instal·lació de famílies modestes,que es dedicaven a la producció d'aliments i al cultiu del gerani. En aquesta època, la població de Petits Blancs des Hauts, de pell clara i estatus baix, va empendre un moviment de colonització de les altures, fins ara considerades inaccessibles i deixades als cimarrons.
Després de la llei de departamentalització de 1946, llei que va transformar les antigues colònies franceses en departaments d'ultramar (DOM), l'alcalde de Les Avirons, Adrien Cadet, va voler fer de Tévelave un centre climàtic i turístic.

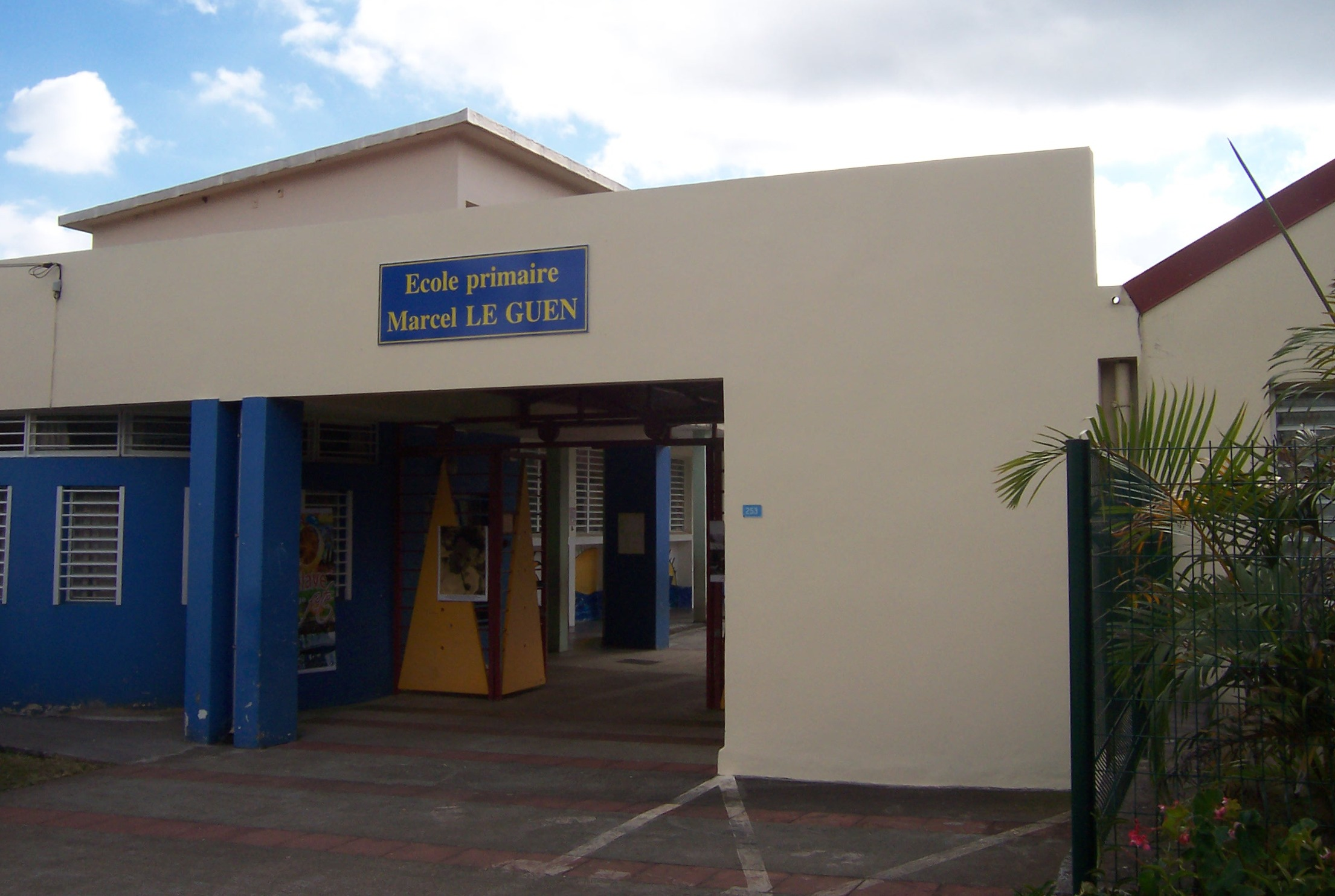
Des del l'actual escola Tévelave porta el nom del seu antic director, Marcel Leguen.

En 1954, Marcel Leguen (1924-1998), bretó, antic resistent i antic periodista, va ser nomenat director de l'escola. Aleshores, va trobar un edifici sòrdid que els mateixos estudiants van descriure com “ple de forats per on vénen rates i ratolins a menjar llibretes i llibres». Marcel Leguen, arran del moviment de Célestin Freinet, va desenvolupar una pedagogia de la participació, aviat batejada "La nova escola de Tévelave». Aquest experiment pilot va ser considerat amb gran interès per les autoritats acadèmiques per tal de satisfer les necessitats educatives del departament.
Tévelave és el bressol de Thérésien Cadet (1937 - 1987), un botànic que va contribuir significativament al coneixement de la flora de l'illa i a la comprensió de l'organització de la vegetació natural. Va ser professor de biologia vegetal a la Universitat de la Reunió, especialista i teòric de les formacions vegetals de les Illes Mascarenyes.